# Hotfix
Un hotfix, revisión, parche rápido o parche en caliente (por su acepción original), es un único paquete que incluye información —normalmente en forma de uno o más ficheros— que es utilizado para solucionar un problema en una pieza de software (p. ej. un error). Generalmente se crean estas revisiones para solucionar un problema específico de los usuarios del programa.
El término hotfix se refería originalmente a los parches de software que eran aplicados en sistemas en caliente —equipos en funcionamiento y en producción, en lugar de en equipos en fase de desarrollo—. Para el desarrollador, un hotfix implica que el cambio ha sido creado rápidamente y fuera de los procesos normales de desarrollo y pruebas. Esto puede aumentar el coste del parche al precisar de un desarrollo ágil, teniendo que hacer horas extras o tomar otras medidas urgentes.
Para el usuario, una revisión puede verse como una solución más arriesgada o menos adecuada para solucionar un problema. Esto puede provocar la pérdida inmediata de servicios, por lo que dependiendo de la gravedad del error, puede ser mejor idea posponer la distribución de un hotfix. El riesgo de aplicar una revisión debe ser sopesada con el riesgo de no aplicarlo, ya que el problema a ser resuelto puede ser tan crítico que podría ser visto como más importante que una potencial pérdida del servicio —p. ej., una brecha mayor de seguridad—.
Suelen ser instalados automáticamente a través de un sistema de gestión de paquetes como puede ser Windows Update para el sistema operativo Windows, y YUM o APT para el sistema operativo Linux.